# Stora Horssjön, Värmland
Stora Horssjön är en sjö i Filipstads kommun i Värmland och ingår i Göta älvs huvudavrinningsområde. Sjön är 28 meter djup, har en yta på 5,51 kvadratkilometer och befinner sig 234 meter över havet. Sjön avvattnas av vattendraget Storforsälven (Skärjbäcken).

## Delavrinningsområde
Stora Horssjön ingår i det delavrinningsområde (663162-141120) som SMHI kallar för Utloppet av Stora Horssjön. Medelhöjden är 267 meter över havet och ytan är 22,54 kvadratkilometer. Räknas de 2 avrinningsområdena uppströms in blir den ackumulerade arean 35,48 kvadratkilometer. Storforsälven (Skärjbäcken) som avvattnar avrinningsområdet har biflödesordning 4, vilket innebär att vattnet flödar genom totalt 4 vattendrag innan det når havet efter 360 kilometer. Avrinningsområdet består mestadels av skog (72 procent). Avrinningsområdet har 5,51 kvadratkilometer vattenytor vilket ger det en sjöprocent på 24,4 procent.